# Satyrus guriensis
Satyrus guriensis är en fjärilsart som beskrevs av Otto Staudinger 1879. Satyrus guriensis ingår i släktet Satyrus och familjen praktfjärilar. Inga underarter finns listade.